# 三壽
三壽（1814年—？），字敬儀，号莲斋、聯斋，滿洲鑲白旗人。清朝政治人物。
道光二十年（1840年）庚子科進士。授戶部主事，歷升員外郎、郎中。咸豐六年（1856年）任雲南昭通府知府，次年改雲南府，署雲南儲糧道。同治三年（1864年）升甘肅寧夏道，同治五年（1866年）改鎮迪道，加布政使銜。

## 外部連結
- 三壽（页面存档备份，存于） 中研院史語所